# Roda Antar
Roda Antar (Freetown, 1980. november 12. –) Sierra Leone-i libanoni labdarúgó középpályás, aki jelenleg az 1. FC Köln-ben játszik a Bundesliga 2-ben. A Hamburger SV-ben kezdte a pályafutását, ahol Liga-kupát nyert, mielőtt a Freiburghoz igazolt volna 2003-ban, melyben fantasztikus volt a debütálása. A közvélemény elnevezte Mr. 100%-nak, mivel az első mérkőzésein négyszer lőtt kapura. Mindezt olyan eredményesen tette, hogy mind a négy lövés gólt eredményezett. 2007 májusában a jelenlegi klubjához, az 1. FC Köln-höz szerződött. Roda Antar a Libanoni labdarúgó-válogatott tagja.

## Klub pályafutása statisztikái
Utolsó frissítés: 2007. november 18.
| Szezon | Csapat       | Ország      | Osztály | Mérk. | Gólok |
| ------ | ------------ | ----------- | ------- | ----- | ----- |
| 98/99  | Tadamon Sour | Libanon     | 1       | ??    | ??    |
| 99/00  | Tadamon Sour | Libanon     | 1       | ??    | ??    |
| 00/01  | Tadamon Sour | Libanon     | 1       | ??    | ??    |
| 01/02  | Hamburger SV | Németország | 1       | 16    | 1     |
| 02/03  | Hamburger SV | Németország | 1       | 7     | 1     |
| 03/04  | SC Freiburg  | Németország | 1       | 17    | 7     |
| 04/05  | SC Freiburg  | Németország | 1       | 27    | 3     |
| 05/06  | SC Freiburg  | Németország | 2       | 22    | 6     |
| 06/07  | SC Freiburg  | Németország | 2       | 32    | 10    |
| 07/08  | 1. FC Köln   | Németország | 2       | 10    | 0     |

## Díjai
- Premiere Ligapokal: 2003

## Külső hivatkozások
- Yahoo Sports